# Preparat Realgar–Indigo naturalis
Preparat Realgar–Indigo naturalis (in. związek Huangdai) – preparat złożony, lek ziołowy, pierwotnie pochodzący z tradycyjnej medycyny chińskiej, stosowany w leczeniu ostrej białaczki promielocytowej.

## Mechanizm działania biologicznego
W skład preparatu wchodzą realgar (aktywny składnik tetrasiarczek tetraarsenu), Indigo naturalis (aktywny składnik indirubina), korzeń Salvia miltiorrhiza i korzeń Pseudostellaria heterophylla.
Tetrasiarczek tetraarsenu indukuje ubikwitynację i degradację białka fuzyjnego PML/RARα, które blokuje różnicowanie komórkowe oraz wspomaga przeżycie szpikowych komórek prekursorowych. Pozostałe aktywne składniki preparatu promują geny istotne w prawidłowym dojrzewaniu tych komórek oraz indukują zatrzymanie cyklu komórkowego w fazach G0/G1.

## Zastosowanie medyczne
- leczenie pierwotnej oraz nawrotowej ostrej białaczki promielocytowej[1]

Preparaty arsenowe stosowane są w połączeniu z tretynoiną oraz celem zapobieżenia wysokiej leukocytozie – chemioterapią. Ponieważ ten preparat jest jedynym dostępnym doustnym preparatem trójtlenku arsenu i ze względu na koszt leczenia, może być dobrą alternatywą preparatów dożylnych w krajach rozwijających się.
Preparat Realgar–Indigo naturalis znajduje się na wzorcowej liście podstawowych leków Światowej Organizacji Zdrowia (WHO Model Lists of Essential Medicines) (2020). Nie jest dopuszczony do obrotu w Polsce (2018).

## Działania niepożądane
Powoduje umiarkowane działania niepożądane pod postacią wysypki oraz zaburzeń ze strony układu pokarmowego.